# Wiktor Nagórski (opozycjonista)

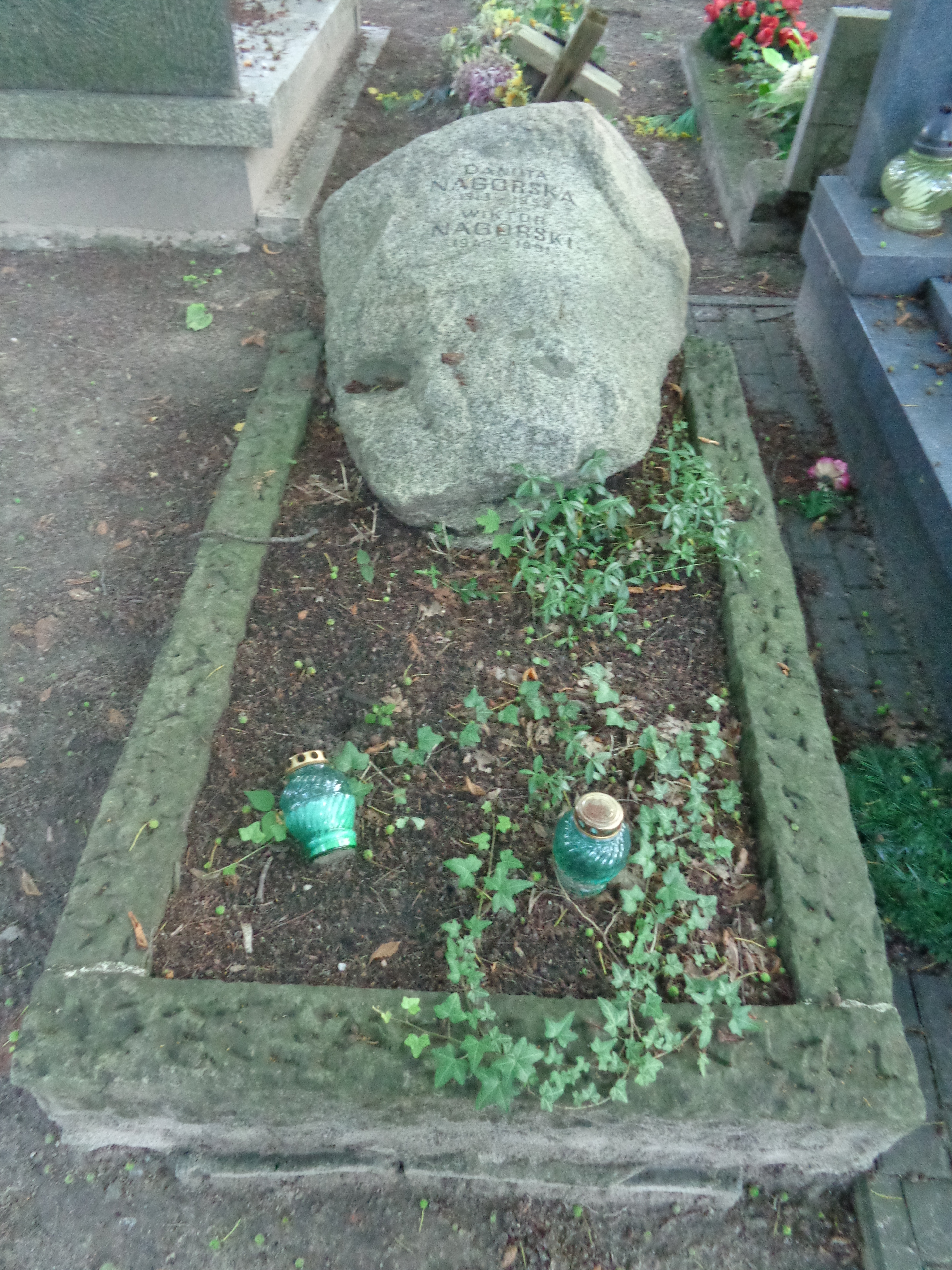
Grób Wiktora Nagórskiego na Cmentarzu Wojskowym na Powązkach

Wiktor Jerzy Nagórski (ur. 9 października 1942 we Lwowie, zm. 8 listopada 1991) – polski działacz opozycyjny od lat 60. XX wieku, uczestnik protestów w marcu 1968, działacz NSZZ „Solidarność”.

## Życiorys
Jego rodzicami byli Wiktor Nagórski (1911-1972) i Danuta z d. Wierzbiańska (1913-1958). Był uczniem XXVIII Liceum Ogólnokształcącego im. Jana Kochanowskiego w Warszawie. W 1959 zwyciężył w V Olimpiadzie Chemicznej. Od 1960 studiował na Wydziale Matematyczno-Fizycznym Uniwersytetu Warszawskiego. Prowadził nieformalną grupę samokształceniową, podejrzewaną przez władze PRL o nielegalną działalność polityczną. Studia faktycznie przerwał ok. 1964, ale pozostał aktywny w środowisku studenckim, był także członkiem ZMS (w tym przewodniczącym zarządu wydziałowego) i pracownikiem nieetatowym ZSP na Uniwersytecie.
Od 22 marca do 7 kwietnia 1965 był zatrzymany, a następnie aresztowany w związku z kolportażem listu otwartego Jacka Kuronia i Karola Modzelewskiego (śledztwo przeciwko niemu umorzono formalnie 28 stycznia 1966 wobec stwierdzenia braku cech przestępstwa jego czynu). 5 kwietnia 1965 został dyscyplinarnie usunięty z ZMS. Po wyjściu na wolność aktywnie uczestniczył w protestach przeciwko aresztowaniu i procesowi autorów listu, w czerwcu 1965 został zawieszony w prawach studenta, a 11 listopada 1965 formalnie ukarany przez Komisję Dyscyplinarną Uniwersytetu Warszawskiego rokiem zawieszenia w prawach studenta, z zaliczeniem dotychczasowego zawieszenia. Po zakończeniu kary podjął studia na Wydziale Chemicznym UW. Był zaliczany do środowiska tzw. „komandosów”, należał także do Klubu Studentów i Młodej Inteligencji „Babel”. W kwietniu 1967 został przez Rektora UW ukarany naganą za udział w protestach przeciwko postępowaniu dyscyplinarnemu wobec niektórych studentów UW (m.in. Adama Michnika i Henryka Szlajfera).
W styczniu 1968 uczestniczył w proteście przeciwko zawieszeniu spektaklu „Dziadów” w Teatrze Narodowym, został wówczas ukarany przez kolegium ds. wykroczeń grzywną w kwocie 2000 zł. Uczestniczył w wiecu studenckim 8 marca 1968, został po nim zatrzymany i następnie skazany w trybie przyspieszonym na karę 6 miesięcy aresztu. W listopadzie 1968 został ponownie zatrzymany w związku z protestami przeciwko interwencji w Czechosłowacji, a w maju 1969 skazano go na karę 1 roku pozbawienia wolności.
Po opuszczeniu zakładu karnego pracował jako informatyk. W latach 1977–1980 był współpracownikiem wydawnictwa NOW-a (w której zajmował się kolportażem) i KSS „KOR”. W 1979 był sygnatariuszem Karty Praw Robotniczych. W 1980 został członkiem NSZZ „Solidarność”, był przewodniczącym komitetu założycielskiego, a następnie wiceprzewodniczącym komisji zakładowej w centrali NBP w Warszawie, uczestniczył w pracach zespołu ds. technicznej organizacji akcji protestacyjnych Regionu Mazowsze. Został wybrany jako delegat na I Krajowy Zjazd. od 17 grudnia 1981 do 22 lipca 1982 był internowany w Zakładzie Karnym w Białołęce. Następnie współpracował z Tygodnikiem Mazowsze, a od 1984 należał do redakcji pisma „Praworządność”. Pochowany na cmentarzu Powązki Wojskowe w Warszawie (kwatera A30-7-13).
W 2008 został pośmiertnie odznaczony Krzyżem Komandorskim Orderu Odrodzenia Polski.